# طفولة في مجتمع المايا

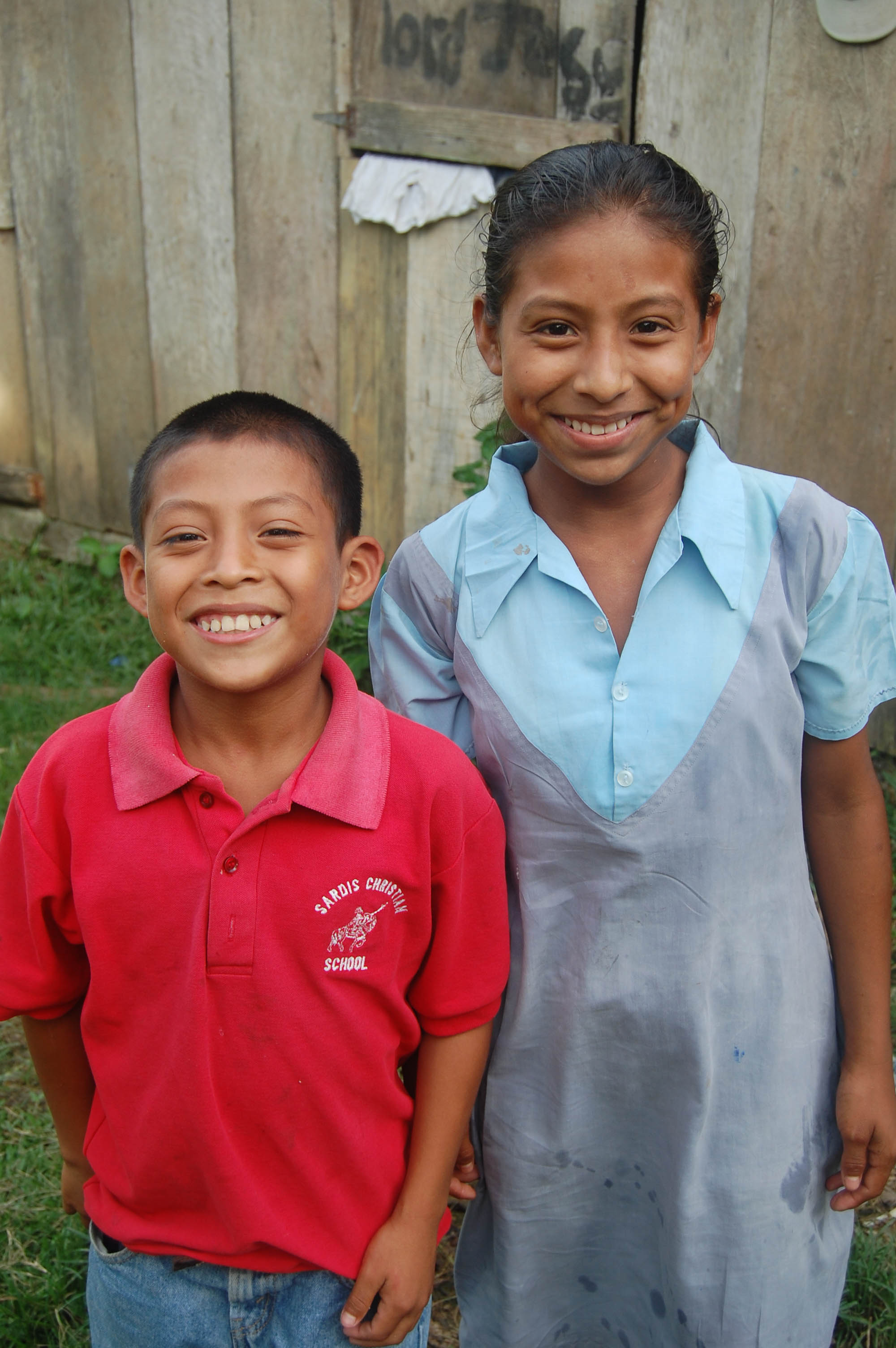
أطفال مجتمع المايا 2009

الطفولة في مجتمع المايا كان دور الأطفال في حضارة المايا القديمة في المقام الأول لمساعدة شيوخهم. بمجرد أن يتحول الأطفال إلى خمسة أو ستة من المتوقع أن يساهموا في الأسرة والمجتمع. وقد عوملوا كشباب وحصلوا على المزيد من المسؤوليات عندما كبروا.

## المراهقين
وكان من المتوقع أن تقوم الفتيات الصغيرات بأداء واجباتهن المنزلية، بينما كان الصبية الصغار يساعدون آباءهم في الزراعة 
معظم النساء رتبن الأطفال، ولكن «عندما كان هناك صبي يبلغ من العمر أربعة أو خمسة، بدأ والده بتدريب ابنه».
عندما بلغ عمر المراهقين 15 سنة، كان من المتوقع أن يكونوا مستقلين. اليوم، لا يزال هذا التقليد لأخلاقيات العمل ينطبق على المراهقين.
• 

## الطقوس والاطفال
أراد المايا بعض الخصائص الفيزيائية غير الطبيعية لأطفالهم. على سبيل المثال، في ألواح عمرية صغيرة جداً تم الضغط على جباه الأطفال لخلق سطح مسطح. هذه العملية كانت منتشرة بين الطبقة العليا.
كانت هناك ممارسة أخرى تتمثل في عبور عيون الأطفال. للقيام بذلك، كانت الأجسام متدلية أمام عيون المولود
الجديد، حتى تم عبور عيني الوليد بشكل كامل ودائم. بالإضافة إلى ذلك، كانت هناك بعض العادات الفريدة فيما يتعلق بالأطفال. على سبيل المثال، تم تسمية معظم أطفال المايا وفقًا لليوم الذي ولدوا فيه. وكان لكل يوم من أيام السنة اسم محدد لكل من الفتيان والفتيات وكان من المتوقع أن يتبع الوالدان هذه الممارسة.

## الموت
معظم مواقع الدفن للأطفال لم تكن مفصلة مثل مواقع الدفن البالغة. «كان الرضع / الأطفال الصغار يفتقرون عادة إلى القرابين... بالنسبة إلى [الأطفال] الذين ماتوا قبل بلوغ سن الخامسة، كان التفصيل الوحيد أو المعاملة الخاصة يتألفان من الدمج ضمن مجموعة عائلية محتملة...»
ومع ذلك، فإن بعض مواقع الدفن للأطفال تحتوي على المزيد الهدايا من الشباب الآخرين. هذا يشير إلى أن العائلة لديها قدر كبير من الندم، و / أو الطفل كان لديه ترتيب مرتفع.

## القيم في الأطفال
تم التأكيد على عدة قيم لأطفال المايا. لم تكن أخلاقيات العمل القوية مرغوبة فحسب، بل كانت تعمل من أجل تحسين المجتمع.
كانت الأسر في غاية الأهمية لثقافة المايا، وكان احترام القادة في عائلة المرء أمرًا حتميًا. «إن الشعور بالمسؤولية هو نوع آخر من الجودة يجب أن يتعلمه الأطفال. وهذا يشمل الاستقلال والثقة بالنفس والقدرة على اتخاذ القرارات.»
من المعتقد أن الجودة الأكثر أهمية بالنسبة للأطفال هي الفطرة السليمة، وقد حصلوا عليها عن طريق حجب آباءهم.
بين الآباء في مايا Yucatec ، لا يزال يمارس حفل يسمى hetsmek ʻ حتى بين المهنيين الذين يعيشون في ميريدا، عاصمة يوكاتان.

## أطفال المايا اليوم
سكان المايا موجودون اليوم في العديد من مناطق أمريكا الوسطى والجنوبية، مثل غواتيمالا. هناك بحوث محدودة حول حياة أطفال المايا، وذلك لأن الأبحاث التنموية شاركت في
المقام الأول الأطفال الأوروبيين الأمريكيين.
ومع ذلك، فمن الواضح أن أهداف التنشئة الاجتماعية للأطفال في المايا والأنشطة اليومية تختلف عن تلك الخاصة بالثقافات الأخرى، لا سيما تلك الأكثر دراسة.

## تعلم
غالباً ما ينخرط الأطفال في العديد من مجتمعات المايا في أنماط اجتماعية مختلفة عن تلك الشائعة في المجتمعات الأوروبية-الأمريكية على وجه التحديد، تشدد ثقافات المايا بشكل عام على أولوية الأنشطة المجتمعية (التي يشارك فيها الكبار والأطفال)، وأهمية معتقدات الآباء، واستقلالية حافز الأطفال في التنشئة الاجتماعية.
يتطور الأطفال في مجتمعات المايا في سياق العمل والأنشطة العائلية الأخرى.
عادة ما يتعلمون من خلال الملاحظة والانخراط في العمل مع الآخرين.
يلاحظ الأطفال في مجتمعات المايا الحديثة والمشاركة في العمل مع الناس من جميع الأعمار. وقد لوحظ أن الأطفال الصغار في مجتمعات المايا مثل سان بيدرو لا لاغونا قد استمعوا إلى أعمال الأطفال الأكبر سنا والبالغين والشيوخ.
يُتوقع من هؤلاء الأطفال أن يلاحظوا الأنشطة التي تدور حولهم لكي يتم تعلمهم. يعتبر مزيج التفاعل بين الفئات العمرية في مجتمعات المايا مهمًا لتعلمهم. لا يلعب الفصل بين الفئات العمرية دورًا نشطًا في أنماط تعلم أطفال المايا، حيث يتفاعلون مع البالغين والأطفال من جميع الأعمار.
يلعب أشقاء المايا أيضًا دورًا نشطًا في توجيه تعلم بعضهم البعض.
كما يراقب الأطفال في مجتمعات المايا ويشاركوا في أعمال البالغين لكي يصبحوا أعضاء نشطين في مجتمعهم. على الرغم من أن الأطفال في المجتمعات الأمريكية الأوروبية لا يشتركون في الكثير من العمل المنتج أو المرتكز على الأهداف، فإن أطفال المايا يرون هذا العمل على أنه يجسد إحساسهم بقيمة الذات. يشارك أطفال المايا في لعبة أقل هزلية من الأطفال من العديد من المجتمعات الغربية من الطبقة الوسطى.
عندما يلعب الكبار الأوروبيون مع الأطفال، يُنظر إلى المسرحية على أنها تمرين تعليمي، ولكن لعب أطفال المايا يشاركون في كثير من الأحيان في محاكاة عمل ناضج يحدث من حولهم على سبيل المثال، سوف يتظاهر الطفل بـ «نسج» على المنوال، أو «غسل الملابس» عن طريق سكب الماء على قطعة قماش. بهذه الطريقة، يتعلم أطفال المايا من خلال اللعب.
إن المشاركة في المسرحية التي تحاكي العمل، وتقديم مساهمات فعلية في العمل، هي من سمات أسلوب التعلم المشار إليه باسم التعلم من خلال الملاحظة والنصب في (والذي كان يسمى في السابق مشاركة النوايا المجتمعية
ينطوي هذا النهج على مراقبة المتعلم والاستماع إليه، من خلال توجيهه ومبادرته الخاصة. يقترن هذا المحرك الفردي للتعلم بمشاركة المتعلمين المتوقعة في المساعي المشتركة. بعبارة أخرى، يتعلم أطفال المايا من خلال المشاركة المجتمعية النية لأنهم لديهم دوافع ذاتية للتعلم، ويتم تضمينهم وإعطاؤهم مسؤوليات. يتم احترام أطفال المايا كمساهمين قادرين على مجتمعاتهم منذ سن الثالثة أو الرابعة.
يمكن أن يتناقض هذا النمط من التعلم مع أساليب التعلم الأخرى، مثل تعليم خط التجميع. تعليم خط التجميع هو النهج المتبع في معظم المدارس الغربية. يعتمد تعليم خط التجميع على نقل المعرفة من الخبراء إلى المرؤوسين، بطريقة لا تسهل النشاط الهادف. لا يشارك أطفال المايا في المقام الأول في هذا النمط من التعلم، لأنهم يتعلمون من خلال الدمج والخبرة العملية. وبسبب هذا الشكل من التعلم، يكون أطفال المايا أكثر مراعاةً لبيئتهم مقارنة بالأطفال الأمريكيين من أصل أوروبي. [ بحاجة لمصدر ] التعلم من خلال الملاحظة والمشاركة يطور مهارات مثل الانتباه المزدوج الذي يدعم أسلوب حياتهم والتعلم. من خلال طرق مثل التعلُّم من خلال الملاحظة والارتقاء، يعمل أطفال المايا كمجتمع لبناء مهاراتهم للمساهمة في مجتمعهم.